# Колдфут (Аљаска)
Колдфут (енгл. Coldfoot) насељено је место без административног статуса у америчкој савезној држави Аљаска.

## Демографија
По попису из 2010. године број становника је 10, што је 3 (-23,1%) становника мање него 2000. године.
| Група             | 2000.       | 2010.     |
| Белци             | 13 (100,0%) | 9 (90,0%) |
| Афроамериканци    | 0 (0,0%)    | 0 (0,0%)  |
| Азијати           | 0 (0,0%)    | 0 (0,0%)  |
| Хиспаноамериканци | 0 (0,0%)    | 0 (0,0%)  |
| Укупно            | 13          | 10        |